# دانيال مونجياردو
فرانك دانيال مونجياردو (بالإنجليزية:Frank Daniel Mongiardo) سياسي و طبيب أمريكي، شغل منصب نائب الحاكم في ولاية كنتاكي الأمريكية من العام 2007 وحتى العام 2011، كما كان عضواً بمجلس شيوخ الولاية نفسها من العام 2001 وحتى العام 2007، كما خاض انتخابات مجلس الشيوخ الأمريكي في العام 2004 ولكنه خسر بفارق ضئيل أمام منافسه الجمهوري جيم بونينغ ومن ثم أعاد ترشيح نفسه مرة أخرى في العام 2010 ولكنه خسر في الانتخابات التمهيدية للحزب الديمقراطي.